# Ulica heroja Šlandra

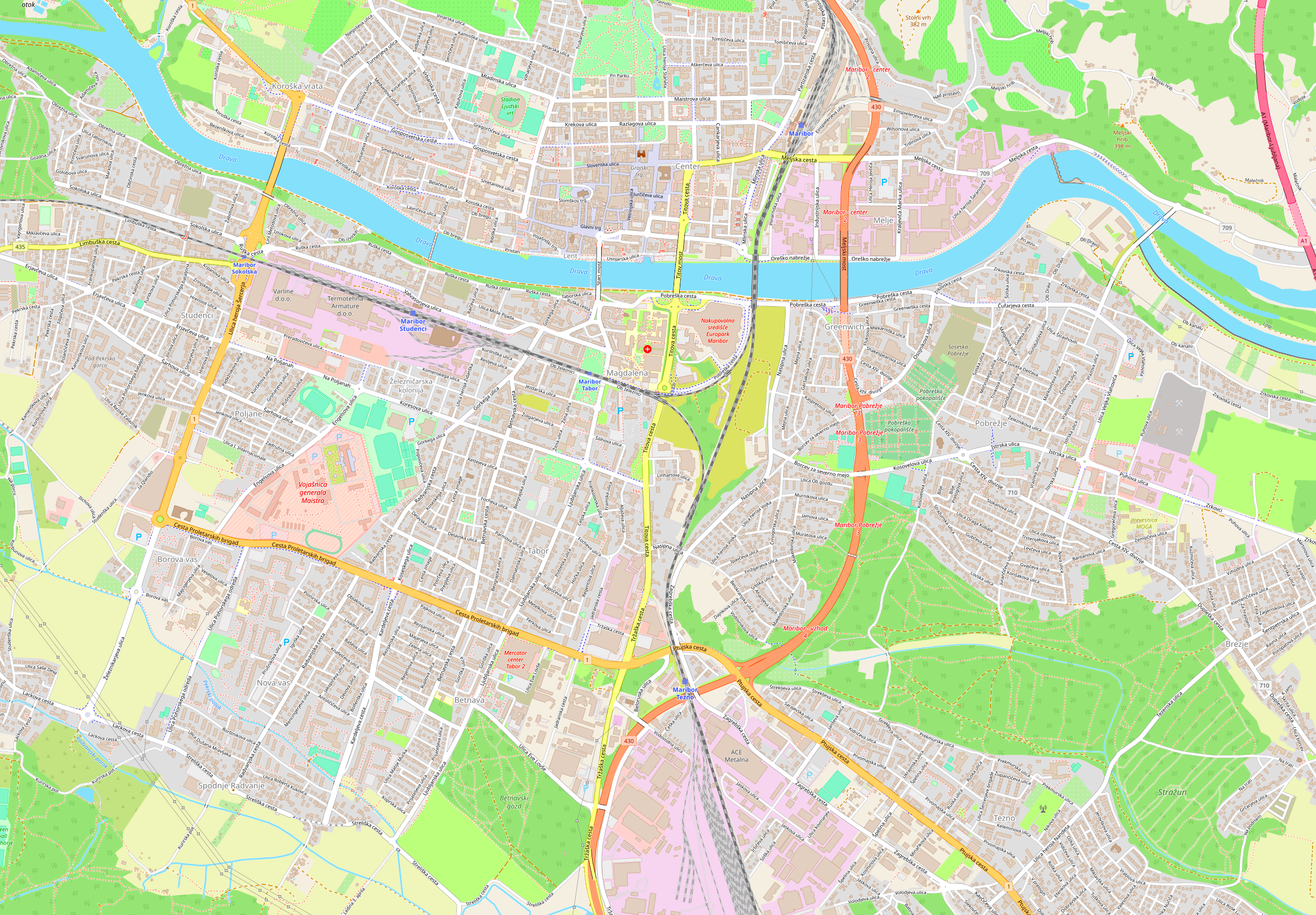

Ulica heroja Šlandra (deutsch: Volksheld-Šlander-Gasse) ist der Name einer Straße im Bezirk Center der Stadtgemeinde Maribor, Slowenien. Sie ist benannt nach dem slowenischen Widerstandskämpfer Slavko Šlandra (1909 bis 1941).

## Geschichte
Der älteste Name der Straße ist Mühlgasse aus dem Jahr 1528, da sie zu den Schiffsmühlen an der Drau führte. Sie ist neben der Mlinska ulica eine der ältesten Straßen in der ehemaligen Grazer-Vorstadt. 
Im 18. Jahrhundert erhielt die Straße den Namen Blumengasse (slowenisch: Cvetlična ulica) unter Bezug auf die zahlreichen Gärten in der Gegend. In den Jahren 1919 wurde der Name in slowenische Form verändert. 
Nach der deutschen Besetzung im April 1941 hieß die Straße zunächst wieder Blumengasse. Sie wurde aber noch im selben Jahr in Bubakgasse umbenannt, unter Bezug auf Maria Bubak, einem der Opfer der Mariborer Demonstrationen am 27. Januar 1919 (sogenannter Marburger Blutsonntag). 
Im Mai 1945 der Straße der slowenische Name Cvetlična ulica zurückgegeben. 
Seit 1947 trägt sie den heutigen Namen.

## Lage
Die Straße beginnt an der Partizanska cesta zwischen Cankarjeva ulica und Cafova ulica. Sie verläuft zwischen der östlich gelegenen Mlinska ulica  und der Vošnjakova ulica nach Süden bis zur Kacova ulica.

## Abzweigende Straßen
Die Ulica heroja Šlandra berührt folgende Straßen (von Nord nach Süd): Sodna ulica und Ulica heroja Bračiča.